# Демократична партія (Таїланд)
Демократична партія (тай. พรรคประชาธิปัตย์ Пхак Прачатхіпат) — політична партія в Таїланді, що обстоює ідеї лібералізму.

## Історія

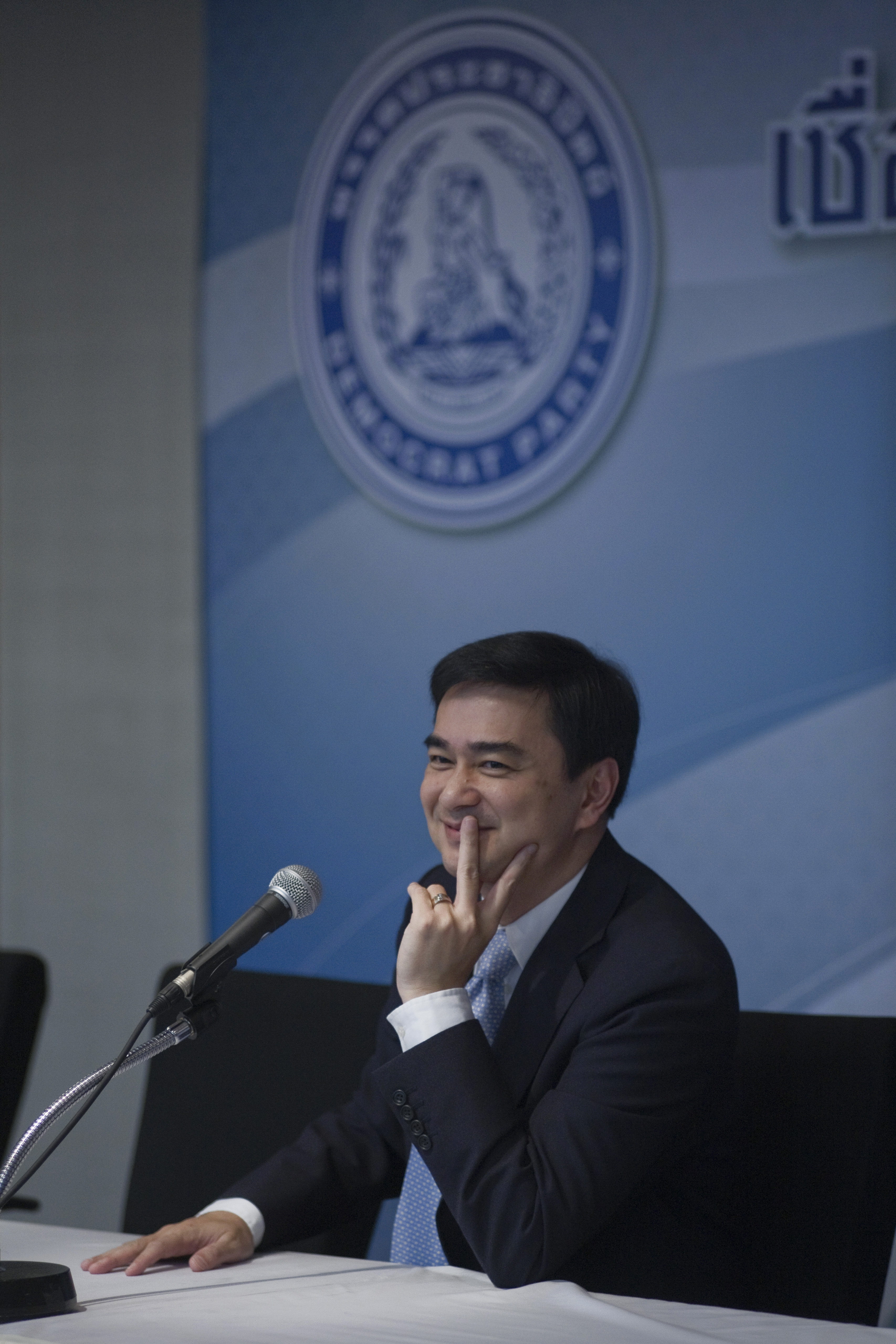
Апхісіт Ветчачива на фоні логотипу своєї партії

Після переходу Таїланду з абсолютної монархії до конституційної у 1932-му було утворено парламент Таїланду. Група депутатів під керівництвом майора Куанга Апхаівонга (тай. ควง อภัยวงศ์) заснували партію 6 квітня 1946. Назву було обрано за аналогом американської Демократичної партії. Організація дотримувалася консервативної, про-монархічної ідеології та була в опозиції до антияпонського соціалістичного підпільного руху «Вільний Таїланд» (тай. เสรีไทย — Сері Тай), який очолював Пріді Баномійонг. Після смерті короля Рами VIII у 1946 році партія розгорнула кампанію проти Пріді Баномійонга, звинувачуючи його у вбивстві короля.
Під час виборів у серпні 1946-го партію підтримували впливові члени королівської сім'ї. Однак більшість місць у парламенті отримала партія Пріді Баномійонг і прем'єр міністром був обраний один з керівників Вільного Таїланду — Тхаван Тхамронгнавасават (тай. ถวัลย์ ธำรงนาวาสวัสดิ์). Цей уряд був скинутий у ході військового перевороту, який очолив маршал Плек Пібунсонграм. У наступних виборах 1948 року Демократична партія набрала більшість голосів і Куанг Апхаівонг став Прем'єр міністром. Він укомплектував уряд монархістами, проте військовим не сподобалася такий склад і зрештою маршал Плек Пібунсонграм змусив Куанга піти відставку.
Партія продовжувала боротьбу в опозиції до уряду. 1957 року група про-монархічно налаштованих військових на чолі з Сарітом Тханаратом організувала новий переворот. Наступні вибори показали зменшення популярності Демократичної партії, оскільки їхній електорат проголосував за монархічні партії хунти.
Демократична партія пішла у відверту опозицію до військової хунти у 1990-х роках і стала ключовим організатором «Революції Сили Людей» у 1992. Лідер партії Чуан Лікпай займав пост Прем'єр міністра у 1992, 1997 роках.
Партія вигравала більшість місць у парламенті у 1948, 1976 та 1992 роках. Має підтримку в південних провінціях та столиці.

## Прем'єр міністри Таїланду від Демократичної партії
| Ім'я              | Портрет | Період на посаді                                                                                  | Брав участь у виборах        |
| ----------------- | ------- | ------------------------------------------------------------------------------------------------- | ---------------------------- |
| Куанг Апхаівонг   |         | 1 серпня 1944 — 31 серпня 1945 31 січень 1946 — 24 березня 1946 10 листопаду 1947 — 8 квітня 1948 | 1946; 1947—1948              |
| Сені Прамой       |         | 17 вересня 1945 — 31 січень 1946 15 лютого 1975 — 13 березня 1975 20 квітня 1976 — 6 жовтня 1976  | 1975; 1976                   |
| Чуан Лікпай       |         | 20 вересня 1992 — 19 травня 1995 9 листопаду 1997 — 9 лютого 2001                                 | 1992, 1995, 1996, 1997, 2001 |
| Апхісіт Ветчачива |         | 17 грудня 2008 — 5 серпня 2011                                                                    | 2007, 2008, 2011             |

## Цікаві факти
На емблемі партії зображена божество Пхра Має Тхораніі